# Dżafar Panahi
Dżafar Panahi (pers. جعفر پناهی; ur. 11 lipca 1960 w Mijane) – irański reżyser, scenarzysta, producent i montażysta filmowy. Kluczowa postać Nowej fali kina irańskiego oraz najbardziej rozpoznawalny reżyser tegoż nurtu obok Abbasa Kiarostamiego i Asghara Farhadiego. Laureat głównych nagród na Międzynarodowych Festiwalach Filmowych w Berlinie, Wenecji, Locarno oraz Valladolid.
Twórczość Panahiego wzbudzała na jego ojczyźnie liczne kontrowersje spowodowane brakiem podporządkowania panującemu tam reżimowi. Na reżysera nakładano różne kary ograniczające jego wolność artystyczną oraz osobistą. W 2010 roku skazano go na sześcioletni areszt więzienny, który zmieniono na dwudziestoletni areszt domowy po wstawiennictwie reżyserów oraz aktorów światowego kina.

## Filmografia
| Rok  | Film                      | Reżyser | Producent | Scenarzysta | Montażysta | RT   |
| ---- | ------------------------- | ------- | --------- | ----------- | ---------- | ---- |
| 1995 | Biały balonik             | Tak     | Nie       | Nie         | Tak        | 80%  |
| 1997 | Lustro                    | Tak     | Tak       | Tak         | Tak        | 100% |
| 2000 | Krąg                      | Tak     | Tak       | Materiały   | Tak        | 93%  |
| 2003 | Karmazynowe złoto         | Tak     | Tak       | Nie         | Tak        | 86%  |
| 2006 | Na spalonym               | Tak     | Tak       | Tak         | Tak        | 95%  |
| 2011 | To nie jest film          | Tak     | Tak       | Tak         | Tak        | 98%  |
| 2013 | Zasłona                   | Tak     | Tak       | Tak         | Tak        | 89%  |
| 2015 | Taxi – Teheran            | Tak     | Tak       | Tak         | Tak        | 96%  |
| 2018 | Trzy twarze               | Tak     | Tak       | Tak         | Tak        | 98%  |
| 2021 | Rok nieustającej burzy    | Tak     | Tak       | Tak         | Tak        | 94%  |
| 2022 | Niedźwiedzie nie istnieją | Tak     | Tak       | Tak         | Nie        | 100% |

## Nagrody i nominacje
Został uhonorowany na MFF w Cannes Nagrodą Główną w sekcji Un Certain Regard (2003: Karmazynowe złoto), Złotą Kamerą (1995: Biały balonik), Nagrodą Katolickiego Biura Filmowego (OCIC), Złotym Lwem (2000: Krąg), Złotym (2015: Taxi – Teheran) i Srebrnym Niedźwiedziem (2013: Zasłona), a także dwukrotnie otrzymał nominację do Złotego Niedźwiedzia. W 2012 roku otrzymał Nagrodę Sacharowa.